# Castello di Stormont
Il castello di Stormont è un maniero nella tenuta di Stormont nell'area urbana orientale di Belfast, nella contea di Belfast, nell'Irlanda del Nord. Ospita l'esecutivo dell'Irlanda del Nord e l'ufficio esecutivo. 

## Storia
Il castello di Stormont non è mai stato un vero castello. L'edificio originale del 1830 fu ridisegnato nel 1858 dai proprietari, la famiglia Cleland, in stile baronale scozzese. Vennero fatte costruire torri a torretta decorative.
Dal 1921 al 1972 il castello di Stormont fu la residenza ufficiale del Primo ministro Irlanda del Nord. Tuttavia, alcuni primi ministri hanno preferito vivere a Stormont House, la residenza ufficiale dello speaker del Parlamento dell'Irlanda del Nord, che era vacante poiché alcuni di questi preferivano vivere nelle proprie case. Nello stesso periodo, l'edificio ospitava anche il gabinetto del governo dell'Irlanda del Nord.
Prima della devoluzione, la dimora fungeva da quartier generale del Segretario di Stato per l'Irlanda del Nord, per i ministri dell'Ufficio dell'Irlanda del Nord e i loro funzionari a Belfast. Durante il conflitto nordirlandese, fu usato anche per i funzionari dell'MI5. Fu vicino al Castello di Stormont, negli Edifici del Castello, che l'Accordo del Venerdì Santo fu concluso nell'aprile del 1998.
L'Assemblea dell'Irlanda del Nord, si riunisce nei vicini edifici del Parlamento, che sono spesso equiparati a Stormont e erroneamente denominati Castello di Stormont.